# 하마구치 내각
하마구치 내각(濱口内閣)은 입헌민정당 총재, 중의원 의원 하마구치 오사치가 제27대 내각총리대신으로 임명되어, 1929년 7월 2일부터 1931년 4월 14일까지 존재한 일본의 내각이다.

## 재직 기간
- 1929년(쇼와 4년) 7월 2일 ~ 1931년(쇼와 6년) 4월 14일
- 재직 일수 : 652일

## 개요
일본 제국 시대를 통틀어 가장 자유주의적 정권이라 간주되곤 한다. 입헌민정당을 중심으로 한 정당내각이지만, 한편으로 귀족원의 친(親)민정당 의원을 많이 입각시켰다는 점에 특색이 있다. 외무대신에 전문 외교관 출신의 남작 시데하라 기주로를 재기용했으며, 그의 대(對)영미 협조외교는 '시데하라 외교'로 지칭되었다. 또한, 재계에서 신임이 있는 이노우에 준노스케 대장대신은 금 해금(金解禁), 긴축 재정, 산업 합리화를 단행시켜 러일전쟁 당시 발행된 국채의 차환과 더불어 일본 경제의 체질 개선을 도모하는 한편, 야당 입헌정우회 및 추밀원과 해군 군령부의 반대를 무릅쓰고 런던 해군 군축 조약을 체결 ・비준시켰다.
이러한 노선이 우익의 반감을 사면서 1930년 11월 14일, 하마구치 수상은 도쿄역 구내에서 애국사(愛国社) 당원 사고야 도메오(佐鄕屋留雄)에게 총격을 받아 집무가 불가능하게 되자, 관례에 따라 각료 가운데 궁중(宮中) 석차가 가장 높았던 시데하라 외상이 내각총리대신 임시 대행을 겸임했다. 그러나 시데하라는 민정당원이 아니었고, 위의 임시 대행이 장기간 계속된(결과적으로 최장 존속 기록 116일) 사정 등에서 그의 실언을 계기로 정우회의 거센 공격을 받게 되었다. 치료 입원중이던 하마구치가 지팡이를 짚으며 의회에 복귀했지만, 결국 병세의 악화로 총사퇴하였다. 그로부터 4개월 후에 하마구치는 사망했다.

## 각료
- 내각총리대신 - 하마구치 오사치
- 외무대신 - 시데하라 기주로
- 내무대신 - 아다치 겐조
- 대장대신 - 이노우에 준노스케
- 육군대신 - 우가키 가즈시게 / 아베 노부유키(임시 대리, 1930년 6월 16일 ~ 1930년 12월 10일)

- 해군대신 - 다카라베 다케시( ~ 1930년 10월 3일) / 아보 기요카즈(1930년 10월 3일 ~ )
- 사법대신 - 와타나베 지후유
- 문부대신 - 고바야시 이치타( ~ 1929년 11월 29일) / 다나카 류조(1929년 11월 29일 ~ )
- 농림대신 - 마치다 주지
- 상공대신 - 다와라 마고이치
- 체신대신 - 고이즈미 마타지로
- 철도대신 - 에키 다스쿠
- 척무대신 - 마쓰다 겐지
- 내각서기관장 - 스즈키 부사미
- 법제국장관 - 가와사키 다쿠키치